# Signalisation intrabande
Dans les télécommunications, la signalisation intrabande (aussi appelée signalisation dans la bande ou transmission en bande ; en anglais, in-band signaling) consiste à envoyer des informations de contrôle dans la bande ou le canal utilisé pour la voix ou la vidéo. Cela contraste avec la signalisation hors bande qui est envoyée sur un canal différent ou même sur un réseau distinct. Les signaux dans la bande peuvent souvent être entendus par les participants à la téléphonie, tandis que les signaux hors bande sont inaccessibles à l'utilisateur.

## Téléphonie
Lors de la composition à partir d'un téléphone fixe, le numéro de téléphone est codé et transmis sur la ligne téléphonique sous la forme de code DTMF (dual-tone multi-frequency; en français, on utilise parfois le terme fréquences vocales). Ces tonalités contrôlent le système téléphonique en indiquant au commutateur téléphonique où acheminer l'appel. Ces tonalités de contrôle sont envoyées sur le même canal, le fil de cuivre, et dans la gamme de fréquences (300 Hz à 3,4 kHz) que l’audio de l’appel téléphonique. La signalisation intrabande était également utilisée sur les systèmes de téléphonie plus anciens pour fournir des informations pour le routage des appels interurbains. Des exemples de ce type de système de signalisation dans la bande sont le système de signalisation n° 5 (SS5) et ses prédécesseurs, et la signalisation R2,,.
La signalisation intrabande déforme quelque peu le message audio ou vidéo sur lequel elle se superpose. Cette déformation est généralement acceptable lors de la transmission entre humains, car les utilisateurs remarquent rarement une légère dégradation du signal, mais cela entraîne des problèmes lors de l'envoi de données à très faible tolérance aux erreurs, telles que les informations numériques transmises via un modem.
La signalisation dans la bande n'est pas sécurisée, car elle donne aux utilisateurs un accès aux signaux de contrôle, aux protocoles et aux systèmes de gestion des appels, ce qui peut entraîner des manipulations de ces systèmes. Dans les années 1960 et 1970, des pirates téléphoniques utilisaient des boîtes bleues pour effectuer gratuitement des appels interurbains en manipulant les signaux intrabandes.

## Voix sur IP
En voix sur IP (VoIP), les signaux DTMF sont transmis dans la bande par deux méthodes : 
- en tonalités audios dans le flux vocal
- ou en paquets séparés du flux vocal, mais sur le même canal que le flux vocal.

Lorsque les signaux DTMF sont transmis sous forme de tonalités audios dans le flux vocal, le codage vocal doit utiliser un codeur sans perte, tel que le codage loi µ ou le codage loi A, pour préserver l’intégrité des signaux. Cependant, cette méthode s'est avérée souvent peu fiable et est sujette à des interférences provenant d'autres sources audios. La méthode standard consiste à supprimer numériquement à la source les signaux DTMF du flux vocal RTP (Real-time Transport Protocol) et à les encoder séparément en données numériques, souvent appelées named telephone events (NTE), selon le RFC 4733. De telles trames DTMF sont transmises en bande sur le même canal réseau avec tous les autres paquets RTP.
Contrairement à la transmission en bande de signaux DTMF, des protocoles de signalisation VoIP mettent également en œuvre une méthode hors bande de transmission de ces signaux. Par exemple, le protocole SIP (Session Initiation Protocol), ainsi que le protocole MGCP (Media Gateway Control Protocol) définissent des types de messages spéciaux pour la transmission des chiffres des numéros de téléphone.

## Câblodistribution
Les télédiffuseurs ont également utilisé la signalisation dans la bande en insérant des tonalités DTMF dans les émissions de télévision pour indiquer le début et la fin des points d’insertion locaux où un diffuseur pouvait insérer une publicité locale dans une émission. Jusqu'à ce que les équipements de signalisation hors bande se répandent dans les années 1990, des séquences de tonalités DTMF pouvaient être entendues avant les pauses publicitaires de certaines émissions aux États-Unis et ailleurs.
Ces séquences DTMF étaient envoyées par l'émetteur original du signal et étaient décodées par le distributeur local. Une séquence de tonalité spécifique indiquait l'endroit exact où la diffusion devait passer de la source principale vers la publicité locale et inversement.
La signalisation DTMF dans l’industrie de la câblodistribution a été abandonnée parce qu’elle détournait l’attention des téléspectateurs et pouvait être perturbée lorsque les émissions transmises contenaient des tonalités DTMF. Par exemple, un personnage qui composait un numéro de téléphone lors d'une émission télévisée pourrait faire basculer la diffusion du flux principal vers une publicité, ou pire encore, vers un écran noir. À cause de ces problèmes et de la réduction du coût de la signalisation hors bande, la signalisation hors bande a graduellement remplacé la signalisation intrabande dans l'industrie de la câblodistribution.